# Duomo di Münster
Il duomo di San Paolo (o duomo di Münster o St.-Paulus-Dom) è la chiesa cattolica maggiore di Münster e cattedrale della diocesi di Münster sin dalla fondazione nell'805.
La costruzione dell'edificio attuale risale al periodo 1225-1264, epoca di transizione tra romanico e gotico, stili dei quali la chiesa ha assunto le caratteristiche.
La caratteristica più famosa del duomo è il suo orologio astronomico, che fu costruito dal matematico Theodoricus Tzwyvel nel XVI secolo.